# Die Aufzeichnungen des Malte Laurids Brigge
Die Aufzeichnungen des Malte Laurids Brigge ist der Titel eines 1910 veröffentlichten Romans in Tagebuchform von Rainer Maria Rilke. Der Roman wurde 1904 in Rom begonnen und reflektiert unter anderem die ersten Eindrücke eines Paris-Aufenthaltes des Autors von 1902/03. Das 1908–1910 in Paris  vollendete Werk erschien 1910 und blieb Rilkes einziger Roman.

## Inhalt, Interpretationsansätze und Würdigung

### Aufbau
Das Werk, das sich als erstes innerhalb der deutschen Literatur radikal vom realistischen Roman des 19. Jahrhunderts unterscheidet, kennt keinen Erzähler im herkömmlichen Sinn, besitzt keine kontinuierliche Handlung und besteht aus 71 Aufzeichnungen, die oftmals Prosagedichten ähneln und meist unverbunden aufeinander folgen. Rilke selbst nannte das Werk stets „Prosabuch“ und niemals Roman. Dieser Umstand verweist auf die Sonderstellung des Werks in der deutschsprachigen Literatur. Seine äußere Form bildet das fingierte Tagebuch einer fingierten Figur namens Malte. Man begegnet ihm in der Gestalt des 28-jährigen Tagebuchschreibers aus einem mit ihm aussterbenden Adelsgeschlecht, der, nach dem frühen Tod der Eltern heimat- und besitzlos geworden, in Paris als Dichter zu leben versucht.
Die fragmentarischen Aufzeichnungen bestehen aus einer assoziativen Folge meist eigenwertiger, teils schildernder, mitunter erzählender Abschnitte, die keinen durchgehenden Handlungsstrang aufweisen, aber dennoch durch die inneren Konflikte Maltes verbunden sind und vom Dichter zu einem erkennbaren Daseinsentwurf verwoben werden, der sich grob in drei Teile zusammenfassen lässt: 1. Maltes Pariser Erlebnisse, 2. Maltes Kindheitserinnerungen und 3. Maltes Bearbeitung von historischen Begebenheiten und Geschichten. Die Übergänge zwischen diesen Teilen sind fließend und nicht genau definierbar. Rilke setzt des Weiteren äußerst dezent einen fiktiven Herausgeber ein, der sich nur dann und wann durch unscheinbare Randnotizen bemerkbar macht.
Viele Eintragungen der Aufzeichnungen sind ihrer Form nach Prosagedichte, die jedoch nicht willkürlich aufeinander folgen, da ihre Anordnung und die Motive, übergreifenden Prinzipien gehorchend, miteinander verkettet sind: So kommt es etwa im ersten Teil zu einer Konfrontation der Pariser Eindrücke mit denen aus der Kindheit, wobei die motivischen Bindungen der subjektiven Darstellung von Tod, Angst und Krankheit teils antinomisch, teils analog verknüpft sind. Der Kontrast, auch der harten und präzisen Prosa, und die Intensität der miteinander verschlungenen Themen und Motive erscheinen als die wichtigsten Kompositionsprinzipien dieses neuen Romantypus.

### Themenkreise
Die Aufzeichnungen des Malte Laurids Brigge lassen – im Entblößen von Grunderfahrungen des modernen Daseins – einige Themenschwerpunkte erkennen: Tod und Krankheit, Angst und Verzweiflung, Armut und Elend, Sprache und Wirklichkeit, Schicksal und Leben, Identität und Rollen, Künstler und Gesellschaft, Liebe und Einsamkeit, der einzelne Mensch und Gott. Malte nimmt sich vor, all diese Komplexe (die er jedoch nicht so deutlich benennt) neu zu durchdenken und für sich verständlich zu machen.

### Die Großstadt als Zentrum des Fortschritts
Der Roman beginnt im Paris des Fin de siècle mit den Aufzeichnungen des jungen Malte, der die zu dieser Zeit drittgrößte Stadt der Erde vorfindet, wie er auch London und New York hätte vorfinden können – inmitten eines Prozesses der Industrialisierung. Diese birgt sowohl Glanz als auch Elend, die beide dicht beieinander liegen können. Der Fortschritt beruht auf der Technisierung, die in der damaligen Zeit oft mit Anonymität und einer größer werdenden Disparität zwischen Arm und Reich assoziiert wurde.
Schon Maltes erste Eintragungen bezeugen, wie er von der Großstadtrealität, die ihm fast überall ihre hässliche und entsetzliche Seite darzubieten scheint, überwältigt wird:
„So, also hierher kommen die Leute, um zu leben, ich würde eher meinen, es stürbe sich hier. Ich bin ausgewesen. Ich habe gesehen: Hospitäler. Ich habe einen Menschen gesehen, welcher schwankte und umsank. Die Leute versammelten sich um ihn, das ersparte mir den Rest. Ich habe eine schwangere Frau gesehen. Sie schob sich schwer an einer hohen, warmen Mauer entlang, nach der sie manchmal tastete, wie um sich zu überzeugen, ob sie noch da sei. Ja, sie war noch da. Dahinter? […] Die Gasse begann von allen Seiten zu riechen. Es roch, soviel sich unterscheiden ließ, nach Jodoform, nach dem Fett von pommes frites, nach Angst. Alle Städte riechen im Sommer. Dann habe ich ein eigentümlich starblindes Haus gesehen, es war im Plan nicht zu finden, aber über der Tür stand noch ziemlich leserlich: Asyle de nuit. Neben dem Eingang waren die Preise. Ich habe sie gelesen. Es war nicht teuer.
Und sonst? ein Kind in einem stehenden Kinderwagen: es war dick, grünlich und hatte einen deutlichen Ausschlag auf der Stirn. Er heilte offenbar ab und tat nicht weh. Das Kind schlief, der Mund war offen, atmete Jodoform, pommes frites, Angst. Das war nun mal so. Die Hauptsache war, daß man lebte. Das war die Hauptsache.“ (9).
Rilke beschreibt synästhetisch, wie der ›Geruch‹ der Armut und die Bilder des Ekels, der Krankheit, des Elends und des Sterbens in den schutzlos ausgesetzten Malte eindringen. Dies sind die Gerüche der Stadt – und sie scheinen den Betrachter zu umzingeln (»Die Gasse begann von allen Seiten zu riechen«), sich zu einer paranoiden Wahnvorstellung zu erheben (»Alle Städte riechen im Sommer«). Sie sind der Kern der Sozialisation und somit unausweichlich (»Das Kind schlief, der Mund war offen, atmete Jodoform, pommes frites, Angst«), lassen als »schlafend eingeatmete« nicht einmal ihre Vergegenwärtigung zu, überantworten den Einzelnen der völligen Ohnmacht – und dem Kampf gegen alle anderen, denn »die Hauptsache war, daß man lebte« – wobei der Wechsel zum unpersönlichen »man« besondere Beachtung verdient. Schon im dritten Teil des Stunden-Buches – »Von der Armut und vom Tod« (1903) – fügt Rilke diese Erkenntnisse zusammen:
»Da leben Menschen, weißerblühte, blasse,
und sterben staunend an der schweren Welt.
Und keiner sieht die klaffende Grimasse,
zu der das Lächeln einer zarten Rasse
in namenlosen Nächten sich entstellt.

Sie gehn umher, entwürdigt durch die Müh,
sinnlosen Dingen ohne Mut zu dienen,
und ihre Kleider werden welk an ihnen,
und ihre schönen Hände altern früh.
Die Menge drängt und denkt nicht sie zu schonen,
obwohl sie etwas zögernd sind und schwach, – 
nur scheue Hunde, welche nirgends wohnen,
gehn ihnen leise eine Weile nach.

Sie sind gegeben unter hundert Quäler,
und, angeschrien von jeder Stunde Schlag,
kreisen sie einsam um die Hospitäler
und warten angstvoll auf den Einlaßtag.«
(Werke 1, 102)
Die Verarbeitung unwürdiger Lebensumstände gedrängter, von Gerüchen und Lärm angefüllter Städte, die an Jacob Riis’ How the Other Half Lives. Studies Along the Tenements of New York (1890) erinnert, fokussiert so einen Prozess zunehmender Entindividualisierung. Werden Einzelne noch erfasst als »Abfälle, Schalen von Menschen, die das Schicksal ausgespien hat« (Malte, 37), so findet das betrachtende ›Ich‹, schutzlos und ausgeliefert, zunehmend gar nicht mehr jene anderen ›Ichs‹, zu denen dann in der Erkenntnis der Schicksalsverwandtschaft eine Solidarisierung entstehen könnte, sondern steht einer anonymisierten Masse gegenüber. Wo dann doch einzelne Wesen aus dieser Indifferenz heraustreten, da erscheinen sie als den Fließbändern nahe Maschinen (wie die Ärzte (48f.)) oder auffällig nur wegen ihrer autistischen Nebenwelten und Tics (wie der ›Hüpfer‹ (56ff.)).

### Malte als genauer Beobachter und Verfolgter
Für den Erzähler bleibt nur das Beobachten, das Schauen. Doch dieses Schauen, poetische Forderung und poetologisches Programm gleichermaßen, wie es die Aufzeichnungen in Gänze durchwirkt, findet sich eben nicht mehr ungebrochen, nicht mehr als eine Meisterschaft in der Perzeption, die die Kunst der Natur nachbilden will, sondern – dies übersehen die Rilke-Interpretationen häufig – schon als Symptom eines Krankheitsbildes. Das wiederum entstand in einem Reflex der Notwehr: Wenn Malte in der Bibliothèque Nationale bei seinem Dichter sitzt (35f.), so ist ihm dies Rettung vor einer phantasierten Verfolgung, vor einer doppelten Paranoia sogar, wenn man genau hinschaut: nämlich vor der Angst, von den Elenden der Stadt verfolgt zu werden, und vor jener dahinter liegenden Angst, selbst schon dem Elend überantwortet zu sein, ein unsichtbares Stigma zu tragen, nach Armut zu riechen.
Dennoch bleibt diese Position die einzige, die einzunehmen noch möglich ist – sowohl für Malte wie für Rilke. Wenn der junge Brigge von sich selbst fordert, er »müsste anfangen zu arbeiten, jetzt, da ich sehen lerne« (21), so steht im Hintergrund stets der Zweifel: »[…] und andere werden es nicht lesen können. Und werden sie es überhaupt sehen, was ich da sage?« (121).
Eine Frage, die in einem Ambiente, in dem das nächste Elend doch fern genug zu sein scheint, es nicht wahrzunehmen, durchaus berechtigt ist. Die Antwort, die diese Frage fordert, gibt Rilke nun in den Aufzeichnungen in einer ebenso schlichten wie einzigartigen Weise: Das Abstrakte, das Metaphorische wird ebenso konkretisiert wie das Unbelebte. Dagegen wird das Lebendige, das Konkrete entrückt und abstrahiert:
»Irgendwo habe ich einen Mann gesehen, der einen Gemüsewagen vor sich herschob. Er schrie: Chou fleur, Chou-fleur, das fleur mit eigentümlich trübem eu. Neben ihm ging eine eckige, häßliche Frau, die ihn von Zeit zu Zeit anstieß. Und wenn sie ihn anstieß, so schrie er. Manchmal schrie er auch von selbst, aber dann war es umsonst gewesen, und er mußte gleich darauf wieder schreien, weil man vor einem Hause war, welches kaufte. Habe ich schon gesagt, daß er blind war? Nein? Also er war blind. Er war blind und schrie. Ich fälsche, wenn ich das sage, ich unterschlage den Wagen, den er schob, ich tue, als hätte ich nicht bemerkt, daß er Blumenkohl ausrief. Aber ist das wesentlich? Und wenn es auch wesentlich wäre, kommt es nicht darauf an, was die ganze Sache für mich gewesen ist? Ich habe einen alten Mann gesehen, der blind war und schrie. Das habe ich gesehen. Gesehen.« (41).
Und während der Mann noch fahrig, in dahingestreuter Aufzählung von Merkmalen beschrieben wird, folgt direkt im Anschluss die Beschreibung eines Gebäudes:
»Wird man es glauben, daß es solche Häuser giebt? Nein, man wird sagen, ich fälsche. Diesmal ist es Wahrheit, nichts weggelassen, natürlich auch nichts hinzugetan. […] Häuser? Aber, um genau zu sein, es waren Häuser, die nicht mehr da waren. Häuser, die man abgebrochen hatte von oben bis unten. Was da war, das waren die anderen Häuser, die danebengestanden hatten, hohe Nachbarhäuser. Offenbar waren sie in Gefahr, umzufallen, seit man nebenan alles weggenommen hatte; denn ein ganzes Gerüst von langen, geteerten Mastbäumen war schräg zwischen den Grund des Schuttplatzes und die bloßgelegte Mauer gerammt. […] Man sah ihre Innenseite. Man sah in den verschiedenen Stockwerken Zimmerwände, an denen noch die Tapeten klebten, da und dort den Ansatz des Fußbodens oder der Decke. Neben den Zimmerwänden blieb die ganze Mauer entlang noch ein schmutzigweißer Raum, und durch diesen kroch in unsäglich widerlichen, wurmweichen, gleichsam verdauenden Bewegungen die offene, rostfleckige Rinne der Abortröhre. Von den Wegen, die das Leuchtgas gegangen war, waren graue, staubige Spuren am Rande der Decken geblieben, und sie bogen da und dort, ganz unerwartet, rund um und kamen in die farbige Wand hineingelaufen und in ein Loch hinein, das schwarz und rücksichtslos ausgerissen war. Am unvergeßlichsten aber waren die Wände selbst. Das zähe Leben dieser Zimmer hatte sich nicht zertreten lassen. Es war noch da, es hielt sich an den Nägeln, die geblieben waren, es stand auf dem bandbreiten Rest der Fußböden, es war unter den Ansätzen der Ecken, wo es noch ein klein wenig Innenraum gab, zusammengekrochen. Man konnte sehen, daß es in der Farbe war, die es langsam, Jahr um Jahr, verwandelt hatte: Blau in schimmliches Grün, Grün in Grau und Gelb in ein altes, abgestandenes Weiß, das fault. Aber es war auch in den frischeren Stellen, die sich hinter Spiegeln, Bildern und Schränken erhalten hatten; denn es hatte ihre Umrisse gezogen und nachgezogen und war mit Spinnen und Staub auch auf diesen versteckten Plätzen gewesen, die jetzt bloßlagen. Es war in jedem Streifen, der abgeschunden war, es war in den feuchten Blasen am unteren Rande der Tapeten, es schwankte in den abgerissenen Fetzen, und aus den garstigen Flecken, die vor langer Zeit entstanden waren, schwitzte es aus. Und aus diesen blau, grün und gelb gewesenen Wänden, die eingerahmt waren von den Bruchbahnen der zerstörten Zwischenmauern, stand die Luft dieser Leben heraus, die zähe, träge, stockige Luft, die kein Wind noch zerstreut hatte.« (41f.)
Und innerhalb der maroden Architektur, als Erinnerungsfetzen hineingeprägt in das Steinwerk, entstehen so die Bilder der einstigen Bewohner, entsteht das Elend in seiner schillernden Konkretion auf:
»Da standen die Mittage und die Krankheiten und das Ausgeatmete und der jahrealte Rauch und der Schweiß, der unter den Schultern ausbricht und die Kleider schwer macht, und das Fade aus den Munden und der Fuselgeruch gärender Füße. Da stand das Scharfe vom Urin und das Brennen vom Ruß und grauer Kartoffeldunst und der schwere, glatte Gestank von alterndem Schmalze. Der süße, lange Geruch von vernachlässigten Säuglingen war da und der Angstgeruch der Kinder, die in die Schule gehen, und das Schwüle aus den Betten mannbarer Knaben. Und vieles hatte sich dazugesellt, was von unten gekommen war, aus dem Abgrund der Gasse, die verdunstete, und anderes war von oben herabgesickert mit dem Regen, der über den Städten nicht rein ist. Und manches hatte die schwachen, zahm gewordenen Hauswinde, die immer in derselben Straße bleiben, zugetragen, und es war noch vieles da, wovon man den Ursprung nicht wußte.« (42)
Die Betrachtung endet nun in einer nahezu organisch nachfühlbaren Beschreibung des ›stickigen‹ Ambientes »immer in derselben Straße« bleibender »Hauswinde«, wie schon im Stundenbuch sich lesen ließ:
»Da wachsen Kinder auf an Fensterstufen,
die immer in demselben Schatten sind,
und wissen nicht, daß draußen Blumen rufen
zu einem Tag voll Weite, Glück und Wind, –
und müssen Kind sein und sind traurig Kind.«
(Werke 1, 101)
Und doch findet sich hier schon der Übergang zu den Neuen Gedichten, zu jenem Dinggedicht, das dann (auch) mit Rilkes Namen untrennbar verbunden sein sollte. Eine schöne Auskleidung dessen bietet auch die Beschreibung des Büchsendeckels (144–146), die gleichzeitig als eine dichterische Reflexion gelesen werden kann. Dem voran geht (134–140) – als weiteres Beispiel für den Blick Rilkes auf seine Mitmenschen – eine Beschreibung eines Nachbarn, der sich vornimmt, seine Zeit im materiellen Wortsinn zu sparen, indem er allerlei Tätigkeiten auf den geringsten Aufwand beschränkt, dann aber zum Ende der Woche doch feststellen muss, die ihm zur Verfügung gestandene Zeit restlos aufgebraucht zu haben – so dass er schließlich, demoralisiert von der Leichtigkeit, mit der einem die Zeit durch die Hände rinnt, im Bett bleibt und Puschkin und Nekrassow laut rezitiert. Denn lediglich Gedichte sind zeitlos – auch dies eine poetologische Aussage.

### Maltes Kindheit als Kontrapunkt zum Großstadtleben
Dem verdorbenen und anonymisierten Großstadtleben nun steht in den Aufzeichnungen die Kindheit des Malte gegenüber, die in zwei großen Passagen (71–106 u. 110–130) und mehreren kleinen Kapiteln aufgesucht wird. Hier stehen die Aufzeichnungen noch vielfach im Gedankenkreis des Stundenbuches. Auf dem Land – denn hier wuchs Malte auf – stirbt man noch einen ›richtigen‹ Tod:
»Meinem Großvater noch, dem alten Kammerherrn Brigge, sah man es an, daß er einen Tod in sich trug. Und was war das für einer: zwei Monate lang und so laut, daß man ihn hörte bis aufs Vorwerk hinaus.« (14)
Und dennoch, bei all der Kontrastschärfe, mit der der Moloch Stadt hiervon abgehoben wird, bleibt auch diese Kindheit vage: Sie ist keineswegs das üppige Paradies, das einst verloren wurde, sondern eher eine letzte Trutzburg, die in höchster Not aufgesucht werden musste.

### Autobiografische Züge
Inwieweit des Dichters eigene Kindheit in dem Werk wiedergefunden werden darf, muss offenbleiben. Rilke selbst hat sich des Öfteren gegen eine allzu leichtfertige Parallelisierung verwahrt – auch wenn diese oft nahezuliegen scheint. Schon die Beschreibung der Mutter Maltes, mehr aber noch die der Großmutter (98ff.) lassen hier Einblicke zu. Offensichtlich ist jedoch die Verarbeitung der vielen und langen Paris-Aufenthalte Rilkes (seit 1902) in den Aufzeichnungen. Einige Passagen finden sich fast wörtlich in Briefen an seine Frau Clara Rilke-Westhoff vorformuliert.

### Literarische Einordnung
Rilkes Werk formiert den Beginn einer Betrachtung der Wirklichkeit, die in Zügen an die zur gleichen Zeit schreibenden Robert Walser und Franz Kafka sowie den späteren James Joyce erinnert, wenngleich in Technik und Darstellung doch gänzlich verschieden. Einflüsse der Gedichte Baudelaires und der Décadence-Literatur sind feststellbar, ebenso verwendet Rilke Montagetechniken, indem er den Erzähler in Erinnerungen oder Reflexionen berichten lässt. Äußerlich ist das Werk in Tagebuchform angelegt, doch die Erzählstruktur ist nicht linear, die Eintragungen folgen einer thematisch-motivischen Anordnung und sind dabei analog oder antinomisch verknüpft. Ulrich Fülleborn bezeichnet sie als »Prosagedichte«. Damit kann der Roman als Wegbereiter des modernen Romans angesehen werden, vergleichbar etwa mit Prousts Auf der Suche nach der verlorenen Zeit. Ein Begriff, den Ziolkowsky für Joyces’, erstmals jedoch bei Schnitzler vorfindbaren Bewusstseinsstrom (stream of consciousness) prägte, darf auch auf Rilke angewandt werden: Die Welt wird zur »Epiphanie«, zur Offenbarung und zum Immer-schon-Offenbartsein in all ihrem Elend – allein das Schauen ist zu lernen:
»Denn das ist das Schreckliche, daß ich sie erkannt habe. Ich erkenne das alles hier, und darum geht es so ohne weiteres in mich ein: es ist zu Hause in mir.« (43).

## Rezeption
Das Buch wurde in die ZEIT-Bibliothek der 100 Bücher und auch in die 100 Bücher des Jahrhunderts von Le Monde aufgenommen.

## Übersetzungen
Das Werk wurde bereits ein Jahr nach seiner Veröffentlichung 1911 teilweise ins Französische übertragen. Eine komplette Übersetzung erfolgte 1926 durch Maurice Betz. 1927 wurde das Buch von Witold Hulewicz ins Polnische, 1930 von Mary D. Herter Norton ins Englische und 1933 von Jan Zahradníček ins Tschechische übersetzt. Die vorerst letzte Übersetzung erfolgte 2017 ins Arabische.

## Ausgaben
- Die Aufzeichnungen des Malte Laurids Brigge. Hg. u. kommentiert von Manfred Engel. Reclam, Stuttgart 1997, ISBN 3-15-009626-X.
- Die Aufzeichnungen des Malte Laurids Brigge. Hg. u. kommentiert von Hansgeorg Schmidt-Bergmann. Suhrkamp, Frankfurt am Main 2000, ISBN  3-518-18817-8 (BasisBibliothek 17).